# Kevin Kampl
Kevin Kampl (Solingen, Alemanya, 9 d'octubre de 1990) és un futbolista professional eslovè que juga com a migcampista pel RB Leipzig a la Bundesliga. És internacional amb Eslovènia.